# Kjell Hellström
Kjell Helmer Gustav Hellström, född 11 juni 1936 i Karlstad, är en svensk grafiker och slöjdlärare.
Hellström är som konstnär huvudsakligen autodidakt men har fått viss vägledning av Erling Ärlingsson, Sven Schützer-Branzén och Tor Ingvar Andersson och träsnittsteknik för den norska konstnären Terje Grøstad han har därefter läst konsthistoria vid Lunds universitet. Han arbetar nästan uteslutande med färgträsnitt med motivkompositioner som är både abstrakta och konstruktivistiska, landskap, fabriksmiljöer och byggnader. Persson har medverkat med Värmlands konstförenings höstsalonger på Värmlands museum och med grafikgruppen Xylon. Han flyttade till Sunne på 1960-talet och har vid sidan av konsten arbetat som slöjdlärare.
Han har tilldelades ett resestipendium från Värmlands konstförening.
Hellström är representerad vid Statens Konstråd, Värmlands museum, Riksgalleriet i Oslo, Sunne kommun, Karlstad kommun, Mjölby kommun, Vadstena kommune, Frolands Kommune i Norge, Arvika kommun, Landstinget i Värmland, Stockholms läns landsting, Telemark Fylkeskommune i Norge, Sauherad kommune i Norge, Linköpings kommun och Landstinget i Östergötland.